# Zinowij Wasyliw
Zinowij Wasylowycz Wasyliw, ukr. Зіновій Васильович Василів (ur. 3 czerwca 1973 w obwodzie iwanofrankowskim, w Ukraińskiej SRR) – ukraiński piłkarz, grający na pozycji pomocnika.

## Kariera piłkarska
21 sierpnia 1992 rozpoczął karierę piłkarską w Chutrowyku Tyśmienica. 5 marca 1995 debiutował w składzie Prykarpattia Iwano-Frankiwsk w meczu z Dynamem Kijów. Potem ponownie grał w farm klubach Chutrowyk Tyśmienica i Krystał Czortków. Latem 1998 przeszedł do Desny Czernihów. Podczas przerwy zimowej sezonu 1998/99 przeniósł się do FK Winnica. 20 sierpnia 2000 rozegrał jeden mecz w Podilla Chmielnicki, po czym dalej kontynuował występy w FK Winnica. Na początku 2001 powrócił do Prykarpattia Iwano-Frankiwsk. Rozegrał również 2 mecze w Enerhetyku Bursztyn, a w sierpniu wyjechał do Mołdawii, gdzie bronił barw pierwszoligowego klubu Happy End Camenca. Na początku 2003 roku powrócił do domu i potem grał w Tepłowyku Iwano-Frankiwsk. W sezonie 2003/2004 występował w klubie Techno-Centr Rohatyn. Latem 2004 został zaproszony do nowo utworzonego klubu Fakeł Iwano-Frankiwsk, gdzie zakończył karierę piłkarską w końcu 2004 roku. Potem grał w amatorskich zespołach, m.in. FK Łużany, Karpaty Jaremcze, Chutrowyk Tyśmienica i Czeremosz Werchowina.